# Hank Duncan
Henry "Hank" Duncan (Bowling Green, Kentucky, 26 de outubro de 1894 – Long Island, Nova Iorque, 7 de junho de 1968) foi um pianista de jazz estadunidense e líder da banda do gênero jazz dixieland, mais conhecido por seu trabalho com Fess Williams, King Oliver, Tommy Ladnier, Charles "Fat Man" Turner, entre outros. Ele também fez vários turnês com Fats Waller.